# Orłow (diament)

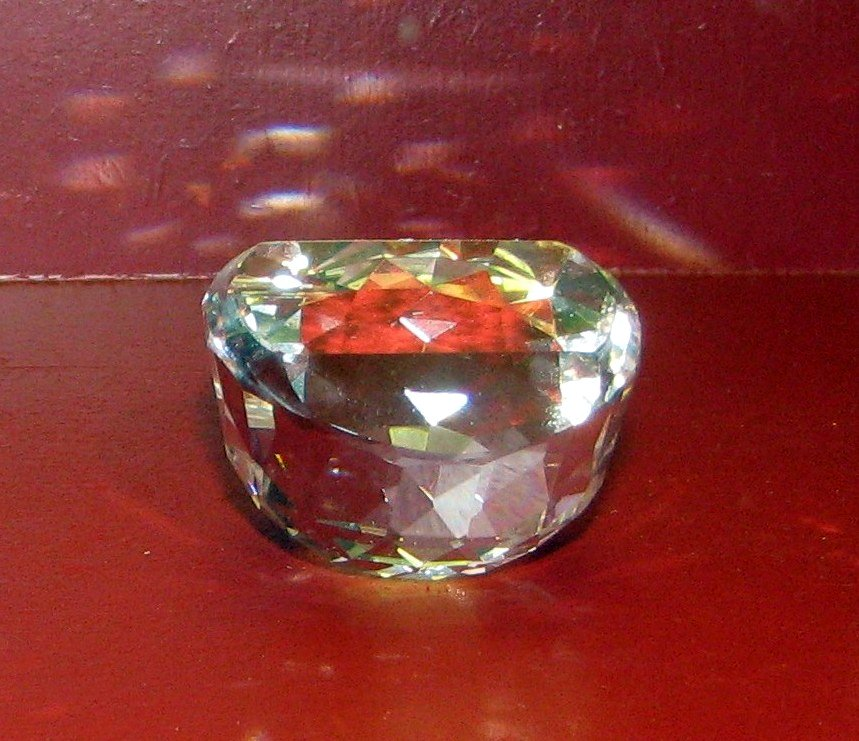
kopia diamentu Orłow

Orłow – jeden z największych diamentów świata. Ma szlif rozetowy, waży 189,62 karatów. Umiejscowiony jest w berle carów rosyjskich, przechowywanym w Skarbcu Diamentowym w moskiewskim Kremlu.
Według legendy kamień został zrabowany przez żołnierza francuskiego w XVIII wieku w hinduskiej świątyni w Mysore (na rzecznej wyspie koło Trochinopolis), gdzie był wprawiony w oko posągu Brahmy. Został sprzedany kapitanowi okrętu i następnie przywieziony do Amsterdamu. 
W rzeczywistości jednak minerał ten, identyczny z opisanym przez francuskiego podróżnika J.B. Taverniera "Diamentem Wielkiego Mogoła" w II połowie XVII w. znajdował się w posiadaniu mogolskiego cesarza Indii- Aurangzeba. Ze skarbca Wielkich Mogołów kamień zrabowany został w r. 1739 podczas zbrojnego najazdu króla Persji, Nadir Szacha. Po śmierci tego ostatniego władcy w r. 1747, diament najpewniej ukradziono i zawieziono do ówczesnej stolicy Iranu – Isfahanu. Z tego miasta w roku 1766 kamień zabrał do Amsterdamu znany ormiański kupiec klejnotów  Grigori Safras. 
Ten ostatni był właścicielem połowy wartości diamentu, podczas gdy pozostała część należała do bankiera i jubilera cesarzowej Rosji Katarzyny Wielkiej - Ormianina Iwana Łazariewa. W r. 1772 Łazariew zdecydował się na spłacenie udziału wspólnika, po czym za pośrednictwem księcia Grigorija Orłowa, byłego faworyta władczyni, sprzedał kamień cesarzowej za sumę 400 000 rubli. 
Ze względu na to, że w tym czasie Rosja prowadziła wymagającą nakładów finansowych wojnę z Turcją, zmagając się także z buntem Pugaczowa, Katarzyna zdecydowała się na utrzymanie własnego udziału w kosztownej transakcji w tajemnicy. W tym celu posłużyła się ona osobą Orłowa, który zamiast niej wystąpił w roli kupującego. Dnia 24 listopada 1773 na oczach całego dworu książę wręczył kamień Katarzynie jako prezent imieninowy.